# Number 1 Cheerleader Camp
Pour plus de détails, voir Fiche technique et Distribution.
Number 1 Cheerleader Camp est une comédie érotique américaine, réalisée par Mark Quod et produite par The Asylum, sortie en 2010.

## Synopsis
Deux collégiens sexuellement surexcités décrochent un emploi dans un camp d’été de cheerleaders. Ils tentent d’aider les outsiders à remporter le premier prix de la prochaine compétition de cheerleaders en recrutant un groupe de stripteaseuses.

## Distribution
- Charlene Tilton : elle-même
- Seth Adam Cassell : Andy
- Jay Gillespie : Michael
- Erica Duke : Sophie
- Diane Jay Gonzalez : Bliss
- Maura Murphy : Desire
- Harmony Blossom : Britt
- Brian Schulze : Shawn
- Sonja O'Hara : Betty
- Starkesha Brown Robinson : Ronda
- Lauren Gabel : Brandi
- Michaela Myers : Felice
- Sarah Agor : Marley
- Meryl Bush : Candy Cane
- Eric Stein : Judge
- Deanna Meske : Mrs. Simmons[1]